# Hydroptila consimilis
Hydroptila consimilis är en nattsländeart som beskrevs av Morton 1905. Hydroptila consimilis ingår i släktet Hydroptila och familjen smånattsländor. Inga underarter finns listade i Catalogue of Life.